# Elżbieta Skrzydlewska
Elżbieta Skrzydlewska (Skrzydlewska-Figaszewska) (ur. 10 maja 1960 w Białymstoku) – polski naukowiec, profesor nauk farmaceutycznych, chemik specjalizująca się w  biochemii procesów oksydoredukcyjnych. Prodziekan ds. Nauki Wydziału Farmaceutycznego z Oddziałem Medycyny Laboratoryjnej Uniwersytetu Medycznego w Białymstoku.

## Życiorys
W 1975 ukończyła szkołę podstawową, a w 1979 I Liceum Ogólnokształcące im. Adama Mickiewicza w Białymstoku. W tym samym roku rozpoczęła studia w Filii Uniwersytetu Warszawskiego w Białymstoku na kierunku chemia. Dyplom z wyróżnieniem za pracę magisterską „Zastosowanie miareczkowania kulometrycznego do wyznaczania stałych równowag proteolitycznych” pod kierunkiem prof. Adama Hulanickiego odebrała w 1985.
W 1984 rozpoczęła pracę naukową w Zakładzie Analizy Instrumentalnej Akademii Medycznej w Białymstoku, gdzie pracowała na stanowiskach od asystenta-stażysty do adiunkta, uzyskując w tym czasie stopień naukowy doktora nauk medycznych w zakresie biologii medycznej za osiągnięcie pt. „Wpływ etanolu i acetaldehydu na aktywność enzymów proteolitycznych” (promotor: prof. Krzysztof Worowski). W 1998 rozpoczęła pracę w Zakładzie Chemii Nieorganicznej i Analitycznej Akademii Medycznej w Białymstoku na stanowisku adiunkta. W tym samym roku uzyskała stopień naukowy doktora habilitowanego nauk farmaceutycznych na podstawie rozprawy pt. „Metanol i jego metabolity jako modyfikatory systemu oksydoredukcyjnego i proteolityczno-antyproteolitycznego”. W 1999 została kierownikiem Zakładu Chemii Nieorganicznej i Analitycznej. W 2003 roku uzyskała tytuł naukowy profesora nauk farmaceutycznych.
Zastępca Przewodniczącego Komisji Nauk Chemicznych i Fizycznych Oddziału w Olsztynie i Białymstoku z siedzibą w Olsztynie Polskiej Akademii Nauk. Członek Zespołu Chromatografii i Technik Pokrewnych Komitetu Chemii Analitycznej Polskiej Akademii Nauk. W latach 2002–2008 prodziekan Wydziału Farmaceutycznego Akademii Medycznej w Białymstoku. Od 2008 do 2016 dziekan, a od 2016 prodziekan do spraw nauki Wydziału Farmaceutycznego z Oddziałem Medycyny Laboratoryjnej Uniwersytetu Medycznego w Białymstoku.

## Odznaczenia
- Srebrny Krzyż Zasługi (2000)[5]
- Złoty Krzyż Zasługi (2010)[6]
- Krzyż Kawalerski Orderu Odrodzenia Polski (2020)[7]